# Энглхардт, Фредерик
Фредерик Уильям Энглхардт (англ. Frederick William Engelhardt; 14 мая 1879, Нью-Йорк, Нью-Йорк — 25 июля 1942, Бронкс, Нью-Йорк) — американский легкоатлет, серебряный призёр летних Олимпийских игр 1904 года.
На Играх 1904 года в Сент-Луисе Энглхардт соревновался в прыжке в длину и в тройном прыжке. В первой дисциплине он занял четвёртое место, а во второй вторую позицию, выиграв серебряную медаль.